# Římskokatolická farnost Horní Ročov
Římskokatolická farnost Horní Ročov (lat. Alta civitas, Rothschovium) je církevní správní jednotka sdružující římské katolíky na území městyse Ročov a v jeho okolí. Organizačně spadá do lounského vikariátu, který je jedním z 10 vikariátů litoměřické diecéze. Centrem farnosti je kostel Narození Panny Marie v Ročově.

## Historie farnosti
Matriky jsou v místě vedeny od roku 1760. Farnost byla kanonicky obnovena v roce 1898.

### Duchovní správcové vedoucí farnost
Začátek působnosti jmenovaného v duchovní správě farnosti od:
- 1898   proto-par. (1. farář) Jos. Cibuzar, n. 18. 2. 1852 Netolic., o. 23. 7. 1876, † 13. 9. 1906
- 1906   par. vacat, admin. interc. Joann. Anton. Míka
- 1907   Anton. Lakmajer, n. 12. 12. 1859 Hosín, o. 16. 7. 1882
- 1915   par. vacat, admin. interc. Ferd. Černovský
- 1916   Wenc. Ždichynec, n. 22. 11. 1873 Chlumena, o. 17. 7. 1898
- 1926   par. vacat, admin. interc. Vojtěch Alois Primes
- 1938   par. vacat, admin. interc. Anton. Vičar
- 1939   Joann. Schroller, n. 21. 6. 1875 Troubelice, o. 17.6. 1900
- od 1. 5. 1946  Ivan Peša OESA
- 1. 9.  1947  Václav Holas
- 12. 9. 1951  Antonín Odvárka
- 1. 1.  1952  Karel Kousal
- 1. 11. 1990  Jiří Šolc
- 1. 9. 1992 Werner Horák, admin. exc. z Loun
- 1. 1. 2020 Vít Machek, admin. exc. z Loun
- 15. 3. 2023 Lukáš Hrabánek, admin. exc. z Loun
- 1. 10. 2023 Wojciech Szostek, admin. exc. z Loun[3]

Kromě kněží stojících v čele farnosti, působili ve farnosti v průběhu její historie i jiní kněží. Většinou pracovali jako farní vikáři, kaplani, katecheté, výpomocní duchovní aj.

## Území farnosti
Do farnosti náleží území obce:
- Ročov (Ober-Rotschau,[4] Ober-Rotschow)[p 2]

## Římskokatolické sakrální stavby na území farnosti
| | Fotografie | Stavba                      | Místo  | Bohoslužby                      | Zeměpisné souřadnice             | Status           | Číslo kulturní památky           |
| Kostel | Kostel     | Kostel                      | Kostel | Kostel                          | Kostel                           | Kostel           | Kostel                           |
| --- | ---------- | --------------------------- | ------ | ------------------------------- | -------------------------------- | ---------------- | -------------------------------- |
| 1. |            | Kostel Narození Panny Marie | Ročov  | bližší informace o bohoslužbách | 50°15′8″ s. š., 13°46′25″ v. d.  | farní kostel     | 106058 (Pk•MIS•Sez•Obr•WD)       |
| Kaple |            |                             |        |                                 |                                  |                  |                                  |
| 2. |            | Kaple sv. Vojtěcha          | Ročov  | bohoslužby příležitostně        | 50°15′18″ s. š., 13°46′29″ v. d. | výklenková kaple | 42326/5-1388 (Pk•MIS•Sez•Obr•WD) |
| Některé drobné sakrální stavby a pamětihodnosti lze dohledat zde v databázi Drobné sakrální památky Zaniklé sakrální stavby lze dohledat zde v databázi Poškozené a zničené kostely, kaple a synagogy v České republice |            |                             |        |                                 |                                  |                  |                                  |

Ve farnosti se mohou nacházet i další drobné sakrální stavby, místa římskokatolického kultu a pamětihodnosti, které neobsahuje tato tabulka.

## Příslušnost k farnímu obvodu
Z důvodu efektivity duchovní správy byl vytvořen farní obvod (kolatura) farnosti – děkanství Louny, jehož součástí je i farnost Horní Ročov, která je tak spravována excurrendo.